# تلمبة صدر أباد (حسين أباد)
تلمبة صدر أباد (بالفارسية: تلمبه صدرآباد) هي قرية تقع في إيران في قسم حسین أباد.